# Hervé Joseph Lebrun
Pour les articles homonymes, voir Lebrun et HJL.
Hervé Joseph Lebrun, né le 24 juillet 1963, est un photographe et réalisateur français.

## Biographie
Ses principaux travaux photographiques ont traité de la déportation des homosexuels. Il a collaboré pendant 4 ans, de 1998 à 2002, avec Albrecht Becker (1906-2002), incarcéré au titre du Paragraphe 175. Il a écrit avec Pierre Seel (1923-2005) : De Pierre et de Seel.
Formé au déconstructivisme par Odile Decq et Benoît Cornette de 1988 à 1989, il est diplômé de l'École nationale supérieure d'architecture de Toulouse en 1992 (Architecte DPLG).
Il a occupé les fonctions de délégué général de Chéries-Chéris, festival de films gays, lesbiens, trans et ++++ de Paris, de 2010 à 2017.
Contributeur et superviseur des films homos pour le Dictionnaire des films français érotiques et pornographiques en 16 et 35 mm (Serious Publishing, 2011) et conseiller historique du film Un couteau dans le coeur (Yann Gonzalez, 2018),,.
Spécialiste du cinéma pornographique homo français des années 70,, il a inventorié les films produits, photographiés ou réalisés par François About, Norbert Terry, Jacques Scandelari, Jean-Étienne Siry, Wallace Potts, Anne-Marie Tensi,, Benoît Archenoul, Francis Savel ou Jean-Michel Sénécal et il travaille à leur sauvegarde.

## Colloques et symposiums
- Archiv-Salon 1: Albrecht Becker, Queer Pleasure and Pain, Schwules Museum, Berlin, 25 mai 2022[10]
- Symposium Queer and Trans Testimonies: from the Holocaust to 2023, Université de Cambridge, 21 et 22 novembre 2023[11],[12]
- Mondo Homo : Rencontre avec Claude Loir - Hervé Joseph Lebrun / Claude Loir, Festival Extrême Cinéma 2024, Cinémathèque de Toulouse, 21 février 2024[13] avec projection des films Mondo Homo : Enquête sur le cinéma pornographique homosexuel français des années 70 (Hervé Joseph Lebrun, 2014) et D'hommes à hommes (Gérard Grégory, 1977)[14]
- Quand le porno homo français faisait son cinéma – Carte blanche consacrée à l’âge d’or du cinéma pornographique homosexuel français (1975–1983), présentée au festival Everybody's Perfect à Genève en octobre 2024[15] ; projection de cinq films[16] et conférence coanimée avec Robin Corminboeuf.

## Filmographie sélective
- Le Lait Nestlé (2002), 8 min, un lampoon no logo avec Cyril X qui obtiendra 35 sélections de festivals internationaux[17],[18].
- Un festin d'amis (A Feast of Friends) (2003), 12 min, hommage à son ami disparu et film thanatique.
- Montre ton corps, baise-moi (2004), 50 min, coréalisé avec Philippe Donadini ; film d’atelier réalisé dans le cadre de l’atelier vidéo X qu’ils animaient aux UEEH à Marseille en 2004[19] ; projection publique le 18 juillet 2004.
- Kanbrik ou Le Proscrit d'Allah (2005), 8 min. Multidiffusé émission Paradise, Pink TV (2007), visa no 116861[20].
- Le Nicoeur (The Heartscrewer) (2005), 17 min, essai post-porn.
- Albrecht Becker, Arsch Ficker Faust Ficker (2006), 7 min, avec Albrecht Becker, visa no 118465[21],[22].
- Possession (2007), 24 min. Adaptation d'une nouvelle écrite par Didier Giroud (Le Rayon Éditions), 16 mm noir et blanc, visa no 117532[23],[24].
- Cyril X Live 2019 (2019), 11 min[25].
- De Pierre et de Seel (2023), 12 min[26], première au symposium Queer and Trans Testimonies: from the Holocaust to 2023, Université de Cambridge, 22 novembre 2023
- Albrecht Becker I Like This Pain (2023), 18 min[27], première au symposium Queer and Trans Testimonies: from the Holocaust to 2023, Université de Cambridge, 22 novembre 2023
- François About Talks About Le Beau Mec (François About parle du Beau Mec, 2024), 17 min[28], bonus accompagnant la sortie Blu-ray américaine du film Le Beau Mec (Wallace Potts, 1979), 12 novembre 2024

Pour le collectif Queer Factory, il assure la supervision, avec Laurence Chanfro pour le 1er et Mino D.C pour le 2e, des deux longs métrages à segments :
- Les Contes de Queer Factory (2004)[29],[30],[31], 69 min, pour lequel il réalise le court métrage Âme-Âme (2004), 6 min, avec Jérôme Marichy et Érik Rémès. Première au FFGLP, le 21 novembre 2004, sélectionné au Torino GLBT Film Festival en 2005.
- Les Nouveaux Contes de Queer Factory (2005)[32], 75 min, pour lequel il réalise le court métrage Flag (2005), 6 min. Première au FFGLP, le 10 octobre 2005.

Rétrospective à la cinémathèque de Modène (Italie) en février 2007.
Longs métrages documentaires :
- Mondo Homo : Enquête sur le cinéma pornographique homosexuel français des années 70 (Mondo Homo: A Study of French Gay Porn in the '70s) (2014), 97 min, coécrit avec Jérôme Marichy, avec les témoignages de François About, Jean Estienne, Philippe Vallois, Jean-Michel Sénécal, Benoît Archenoul, Piotr Stanislas, Carmelo Petix et Claude Loir. Première projection mondiale au Frameline de San Francisco le 24 juin 2014[33], Festival Everybody’s Perfect de Genève[34], LUFF Lausanne, Queer Lisboa 2014, Festival international du film de Guadalajara 2015, Festival Ecrans Mixtes Lyon 2021[35].

- About François (2025, en post-production, Ferfilm), portrait du directeur de la photographie et réalisateur François About.

Participations :
- Ton coeur est plus noir que la nuit, François Zabaleta (2014) (consultant scénario)[36].
- Un couteau dans le coeur, Yann Gonzalez (2018) (conseiller historique)[4].

## Principales expositions photographiques
Photographe de nu masculin, il a été contributeur à Blue (magazine).
Travaux photographiques avec Albrecht Becker, Élizabeth Herrgott, Guillaume Dustan, Pierre Seel,
David Defever, Marie-Claire Cordat.
Ses travaux photographiques ont fait l'objet d'expositions internationales (Bruxelles, Berlin, Zagreb...) et de publications.
- J'y suis fiché, j'y meurs, Le Gobelet d'argent, Paris, 1997.
- Mon Beau Galet (Mon Bea Uga Let) (Possession Beauté Abstraction Laideur) conçue tour à tour avec Emmanuel Franval, Albrecht Becker et Guillaume Dustan, 1998-2001. Le Thermik[39] (Paris, 1998), ASMF (Paris, 1998) et Schwules Museum, (Berlin, 1999).
- Et Eros, Les Mots à la Bouche, Paris 1998.
- Albrecht Becker, Arsch Ficker Faust Ficker, avec Albrecht Becker, Galerie Guillemites 9, Paris 1999[40],[41],[42],[43].
- U-Robinet, Le Robinet Mélangeur, Paris 1999, avec David Defever.
- Becker by Lebrun, avec Albrecht Becker, Le Pezner, Villeurbanne, 2 décembre 1999 - 23 janvier 2000[44],[45],[46],[47],[48],[49].
- Mon beau gars l'est, Guillaume Dustan (Sujet Dustan : Sodomie électrique), Pause-Lecture, Paris, 2000[50].
- Dynamic City, Fondation pour l’Architecture, Bruxelles, collectif, 2000.
- Sue Version, Interface, Paris, 2002.
- Body Limits, Les Subsistances, Lyon, 2002, curatrice Marie-Claire Cordat[1],[51],[52].
- Heteronormativity of Childhood, Heteronormativnost Djetinjstva, Queer Zagreb, Zagreb, 2005[53].
- Libidinal Motion / Diary of an Innocent, autoportraits d'Albrecht Becker, curateur Lucas Foletto Celinski, Galerie Delmes & Zander, Cologne, 2018[54].
- Albrecht Becker. No Love Without Pain, Independent Art Fair, New York (Delmes & Zander), 2019[55],[56].
- Champs d'amours, 100 ans de cinéma arc-en-ciel, Hôtel de Ville, Paris, 25 juin - 28 septembre 2019, collectif[57].
- When We Were Monsters, photomontages d'Albrecht Becker, curateur James Richards, Haus Mödrath, Räume für Kunst, Kerpen, Allemagne, 21 février 2021 - 6 juin 2022, collectif[58].

## Publications
- Dynamic City, Skira Seuil, collectif, 2000  (ISBN 888118771X)
- Blue 36 : Sexy Beasts, Studio Magazines, collectif, Australie, 2001 (ASIN B0061E40SW)
- Quasimodo 7 : Modifications corporelles, Becker le marqué (Becker der Gezeichnete) avec Prune Chanay, Quasimodo, 2003  (ISSN 1279-8851)
- Lovers, Blue Books, Studio Magazines, collectif, Australie, 2004  (ISBN 978-0975191453)
- Bad, Blue Books, Studio Magazines, collectif, Australie, 2004  (ISBN 978-0975191415)
- Induration, Marie-Claire Cordat, Eclectik Lab, 2007[59]
- De Pierre et de Seel : dialogue et photographies, 2 octobre 2000, avec Pierre Seel, Createspace, 2008  (ISBN 978-1434836960)[60]
- Dictionnaire des films français érotiques et pornographiques en 16 et 35 mm, Serious Publishing, 2011, sous la direction de Christophe Bier[61],[62],[63],  (ISBN 978-2363200013)
- Un bordel monstre partout, Guillaume Dustan par Constance Debré, photographies Hervé Joseph Lebrun, Les Inrocks no 1316, 17 février 2021[64]
- François About & Hervé Joseph Lebrun, conversation avec Alexis Etienne & Hubert Crabières, L'Idiot utile no 1, février 2025[65]

## DVD
- Possession, 2007, (ASIN B000W4MJO4)[24]
- Kanbrik, 2008, Les Films de l'Ange, (ASIN B0033TOGT6)